# Kubotan

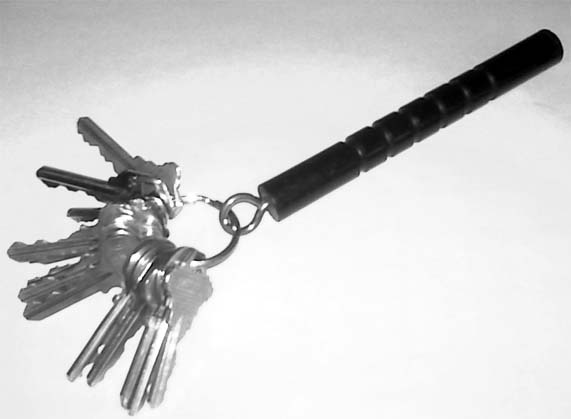
Il Kubotan portachiavi

Un kubotan è uno strumento per l'autodifesa alla brevissima distanza sviluppato da Soke Kubota Takayuki. Deriva essenzialmente dallo yawara, è lungo circa 14 cm per 1,5 cm di diametro. Può essere munito d'un anello portachiavi per poter essere camuffato.

## Storia
Il termine Kubotan deriva dalla fusione di "kubota" e "baton", ed è un marchio registrato da Soke Kubota, che lo sviluppò inizialmente come strumento in dotazione alle forze di polizia per trattenere i sospetti senza provocare lesioni permanenti. La sua popolarità ebbe inizio nella metà degli anni '70 quando Soke Kubota lo introdusse nel dipartimento di polizia di Los Angeles ed iniziò ad insegnarne l'utilizzo alle donne poliziotto. Infatti è molto utile nel costringere i sospettati che non vogliono collaborare tramite l'uso di leve dolorose e punti di pressione.

## Utilizzo
Proprio per la sua forma viene utilizzato come uno yawara; i bersagli principali da colpire sono le zone sensibili del corpo come quelle ove le ossa sono più sporgenti, dove passano grossi fasci muscolari o dove passano i nervi e le parti molli come le nocche, gli avambracci, il naso, gli stinchi, lo stomaco, il plesso solare, la colonna vertebrale, le costole, la gola, il collo, gli occhi, ecc. Grazie alle sue dimensioni, il kubotan stretto nel pugno sporge sia al di sopra che al di sotto di esso e può essere usato dunque per colpi a martello e per stoccate, in ogni caso per agire su piccole aree del corpo al fine di causare molto dolore nell'aggressore ma senza provocare lesioni gravi e/o permanenti. Inoltre rende il pugno stesso più solido per colpire le parti più vulnerabili del corpo dell'aggressore e rendere più efficaci le leve su polsi, dita e giunture.
Con le chiavi attaccate può essere anche usato come una piccola frusta. Come strumento di pressione sui punti sensibili è estremamente efficace perché raggiunge tutti i punti che raggiungerebbe un dito ma con risultati superiori in quanto ha un grande potere penetrante grazie alla ridotta superficie di contatto. Ad esempio, si può stringere un braccio attorno al collo dell'aggressore e spingere contemporaneamente il kubotan nella sua schiena per ottenere il controllo. Una leva tipica del kubotan consiste nello stringere il polso dell'aggressore con entrambe le mani e applicare una certa pressione sul radio. Spingendo verso il basso risulta semplice portare a terra l'aggressore senza sforzi eccessivi. Le tecniche di kubotan sono riconducibili a diverse arti marziali che sfruttano tecniche a mani nude, rese decisamente più efficaci dall'utilizzo dello stesso.
L'uso del kubotan lo rende un'arma potenzialmente diffusa poiché versioni improvvisate possono essere reperite facilmente ed essere altrettanto efficaci. Siccome il kubotan è semplicemente un cilindretto di plastica, legno o metallo, può essere rimpiazzato da oggetti di uso comune come spazzole, penne, torce, etc. Qualsiasi oggetto che abbia dimensioni e fattezze simili al kubotan può essere facilmente adoperato in tal maniera.

## Varianti commerciali

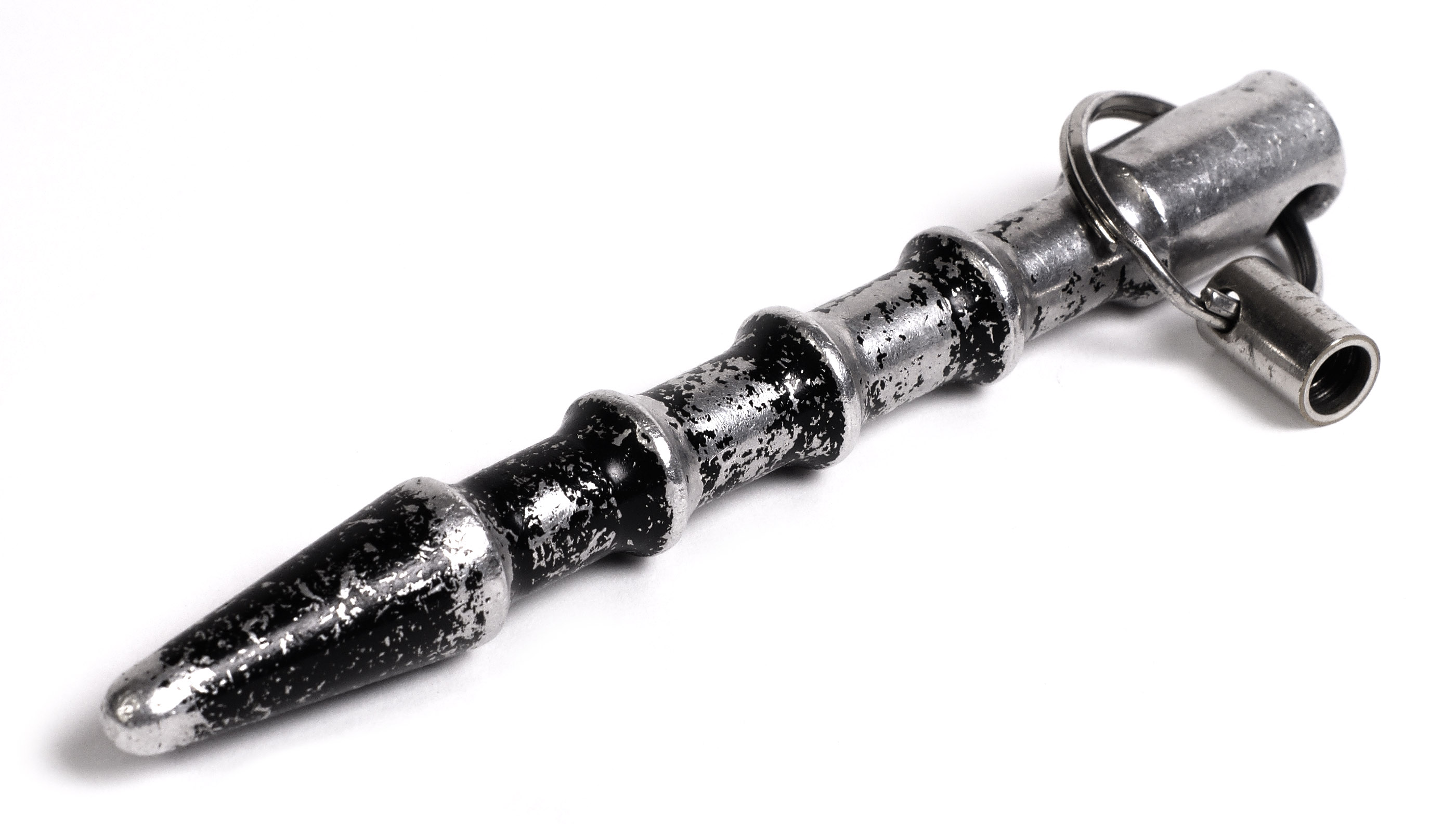
Un Kubotan ergonomico con punta

La versione portachiavi (ideata e commercializzata dallo stesso Soke Kubota) è una bacchetta di plastica molto dura, solitamente in policarbonato. Il corpo è scavato con sei scanalature per migliorare la presa ed è dotato di un foro ad una delle estremità per far passare l'anello portachiavi.
Dal modello originale sono derivati numerosi altri tipi dotati di punte, affusolati, ergonomici o anche dotati di caratteristiche molto più aggressive come lame, punte affilate, modelli cavi che nascondono dardi o gas lacrimogeni. Questi ultimi, sebbene vengano denominati kubotan, non lo sono in quanto il kubotan vero e proprio è il semplice cilindretto.

## Nel mondo

### Italia
Secondo la legislazione italiana sulle armi tali dispositivi rientrano tra le armi improprie, e pertanto ne è vietato il porto assoluto da parte dei privati al di fuori delle loro proprietà.

### Regno Unito
Nel Regno Unito i kubotan dotati di punta (anche molto smussata) sono ritenuti arma.

### Stati Uniti d'America
Negli Stati Uniti, ci sono alcune restrizioni per quanto riguarda l'uso del kubotan.

## Filmografia
- Kubotan: The official Kubotan, Rising Sun Video Productions, ASIN B00011HJAW
- George Sylvan: The Persuader Kubotan & Yawara, Rising Sun Video Productions, ASIN B00065AXWE